# Šoporňa
Šoporňa je obec v okrese Galanta na Slovensku, na levém břehu Váhu. Žije v ní přibližně 4 100 obyvatel.
První písemná zmínka o vesnici pochází z roku 1251. Ve vsi stojí římskokatolický kostel Panny Marie Sněžné a klasicistní kaple svaté Anny z roku 1750. Ve správním území obce leží přírodní památka Štrkovské presypy.
Obec leží sedm kilometrů jihovýchodně od města Sereď, v těsné blízkosti rychlostní silnice R1 (E58) Trnava–Nitra. Vesnice se nachází na rozhraní Podunajské roviny a Nitranské pahorkatiny. Západně od obce se nachází vodní dílo Kráľová a několik mrtvých ramen.